# Robert Eenhoorn
Robert Franciscus Eenhoorn (Rotterdam, 9 februari 1968) is een voormalig tophonkballer en honkbalcoach en voormalig algemeen directeur van voetbalclub AZ.
Eenhoorn staat te boek als een van de beste Nederlandse honkballers aller tijden. Hij was jarenlang de vaste korte stop van Oranje, en de zevende Nederlander die het tot de hoogste afdeling van de Amerikaanse profcompetitie de Major League bracht. Hij nam als speler tweemaal deel aan de Olympische Spelen om vervolgens als bondscoach deel uit te maken van de Olympische equipe. In 2014 maakte hij de overstap naar de voetbalwereld. Op 1 december 2024 werd hij opgevolgd door Merijn Zeeman als algemeen directeur van AZ.

## Biografie

### Carrière als honkballer
Eenhoorn ontving in 1983 de zogeheten Ron Fraser Award als de meest veelbelovende jeugdspeler van Nederland. Sindsdien won hij vele individuele prijzen. Zo werd hij in 1999 gekroond tot Homerun King van de hoofdklasse én uitgeroepen tot 'meest waardevolle speler' van de ontknoping van het seizoen, de play-offs.
In 1984 maakte Eenhoorn zijn debuut voor het eerste van Neptunus. Drie jaar later verhuisde hij naar de Haarlem Nicols. Hier bleef hij, tot hij in 1990 een contract tekende bij de Amerikaanse proforganisatie. In 1998 keerde hij terug na negen jaar Verenigde Staten, waar hij in totaal 37 wedstrijden in de Major League speelde voor de New York Yankees, Anaheim Angels en New York Mets.
Eenhoorn maakte in 1986 zijn debuut voor het nationale team en speelde met Nederland in 1988 het olympisch demonstratietoernooi in Seoel. Bij de Spelen van Sydney (2000) speelde Eenhoorn zijn 69ste en laatste interland voor Oranje.

### Carrière als honkbalcoach
Vanaf 1999 werd Eenhoorn speler-coach bij Neptunus, waarmee hij drie keer op rij de landstitel won in de hoofdklasse. Als coach van het Nederlandse team werd hij in zijn eerste jaar meteen Europees kampioen. Hij leidde Nederland in september 2005, bij het WK honkbal in eigen land, bovendien naar de eerste halvefinaleplaats bij een WK uit de geschiedenis. Oranje beëindigde het toernooi uiteindelijk als vierde. Hij kreeg de onderscheiding coach van het jaar van 2007. Een prijs die hij deelde met voetbaltrainer Foppe de Haan.
Hierna ging hij zich ook richten op de bestuurlijke kant van de topsport. Op 1 januari 2009 werd hij aangesteld als technisch directeur van de Nederlandse honkbalbond. In deze periode won het nationale team het WK van 2011, het EK van 2014 en de Haarlemse Honkbalweek in 2010.

### Carrière als voetbalbestuurder
Op 1 oktober 2014 werd Eenhoorn algemeen directeur van de voetbalclub AZ. Hij was niet de eerste niet-voetballer die een taak kreeg binnen de Noord-Hollandse club. Hij volgde oud-volleybalcoach Toon Gerbrands op, die naar PSV vertrok. Daarnaast hadden oud-hockeyer Teun de Nooijer (teammanager) en oud-volleybalcoach Joop Alberda (commissaris) een functie binnen de club.
In de zomer van 2019 werd hij meermaals genoemd als opvolger van Jan de Jong bij Feyenoord. Deze belangstelling verstomde nadat een deel van het dak van het AFAS Stadion op 10 augustus instortte. Na onderzoek werd besloten het grootste deel van het dak te vervangen. Hierdoor moest AZ noodgedwongen zijn wedstrijden afwerken in het Cars Jeans Stadion van ADO Den Haag. Op 18 november gaf Eenhoorn aan dat de belangstelling van Feyenoord, die uiteindelijk oud-tennisser Mark Koevermans aanstelde, nooit concreet was geworden en hij zeer gelukkig was bij AZ.
In februari 2024 werd bekend dat Eenhoorn en AZ voornemens zijn uit elkaar gaan per 1 juli 2024.
Frank Bos · 
Robert Eenhoorn · 
Rikkert Faneyte · 
Bill Groot · 
Gerlach Halderman · 
Jacky Jakoba · 
Marcel Joost · 
Ronald Stoovelaar · 
Thijs Vervaat · 
Bart Volkerijk · 
Eric de Vries · 
Haitze de Vries
Sharnol Adriana · 
Johnny Balentina · 
Patrick Beljaards · 
Ken Brauckmiller · 
Rob Cordemans · 
Jeffrey Cranston · 
Michaël Crouwel · 
Radhames Dijkhoff · 
Robert Eenhoorn · 
Rikkert Faneyte · 
Evert-Jan 't Hoen · 
Chairon Isenia · 
Percy Isenia · 
Eelco Jansen · 
Ferenc Jongejan · 
Dirk van 't Klooster · 
Patrick de Lange · 
Raily Legito · 
Jurriaan Lobbezoo · 
Remy Maduro · 
Hensley Meulens · 
Ralph Milliard · 
Erik Remmerswaal · 
Orlando Stewart